# مؤسسه ماکس پلانک برای انفورماتیک
مؤسسه ماکس پلانک برای انفورماتیک (آلمانی: Max-Planck-Institut für Informatik، با کوته‌نوشت
MPI-INF یا MPII) یک مؤسسه‌ی تحقیقاتی در زمینه‌ی علوم کامپیوتر است که تمرکز آن بر الگوریتم‌ها و کاربردهای آن‌ها در حوزه‌های گسترده است. این مؤسسه، تحقیقاتی بنیادی (الگوریتم‌ها، پیچیدگی محاسباتی و منطق محاسباتی) و همچنین تحقیقاتی در زمینه‌های کاربردی مختلف از جمله گرافیک کامپیوتری، هندسه محاسباتی، ارضای محدودیت و زیست‌شناسی محاسباتی را انجام می‌دهد.
این مؤسسه در نوامبر ۱۹۸۸ توسط انجمن ماکس پلانک، که بزرگ‌ترین نهاد تحقیقاتی دولتی آلمان برای پژوهش‌های بنیادین است، تأسیس شد و در پردیس دانشگاه زارلند مستقر است.

## دپارتمان‌های تحقیقاتی

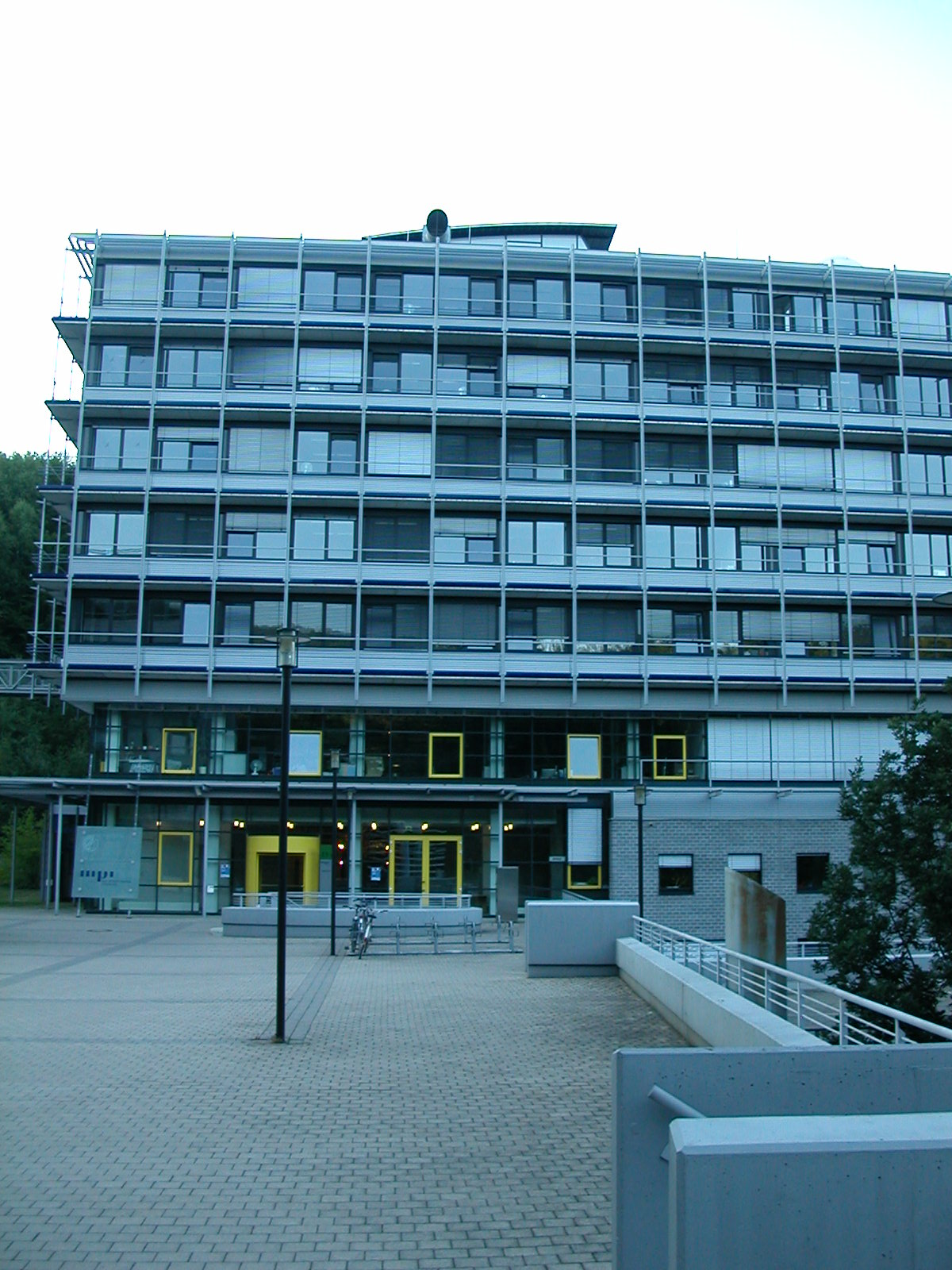
ساختمان مؤسسه ماکس پلانک برای انفورماتیک در زاربروکن

این مؤسسه شش دپارتمان تحقیقاتی و سه گروه تحقیقاتی مستقل دارد. شش دپارتمان تحقیقاتی آن شامل الگوریتم‌ها و پیچیدگی، بینایی کامپیوتری و یادگیری ماشین، معماری اینترنت، گرافیک کامپیوتری، پایگاه داده‌ها و سیستم‌های اطلاعاتی، و پردازش تصویری و هوش مصنوعی است. سه گروه تحقیقاتی مستقل شامل پردازش زبان چندوجهی، خودکارسازی منطق، و سیستم‌های شبکه و رایانش ابری می‌شوند.